# High School Musical 3: Senior Year Dance!
High School Musical 3: Senior Year Dance! es un videojuego para las plataformas Xbox 360, PlayStation 2, Wii y PC basado en la película de Disney High School Musical 3: Senior Year, con un toque de las otras dos películas de dicha saga.

## Sinopsis
En este juego podrás bailar como Troy, Gabriella y los demás Wildcats al ritmo de las 29 canciones de las 3 películas de High School Musical.

## Edición Especial
La edición especial es una caja que contiene un tapete estampado con el logo del videojuego y el juego original.

## Características especiales
El Disco contiene lo siguiente:
- El Juego Normal y Multijugador (Multijugador solo versión para Xbox 360).

- Test desbloqueables.

- Entrevistas exclusivas con los protagonistas.